# Saudagar
Saudagar est un film indien de Bollywood réalisé par Subhash Ghai sorti le 9 août 1991.
Le film met en vedette Dilip Kumar, Jackie Shroff et  Manisha Koirala, Le long métrage fut un succès notable aux box-office.

## Box-office
- Box-office Inde: 720 680 000 Roupies.

Box-office india qualifie le film de Hit.